# Basilique des Congregados
La basilique des Congregados est une basilique mineure située à Braga au Portugal, dans le quartier (freguesia) São José de São Lázaro. Elle a été bâtie comme église conventuelle par les oratoriens pour leur couvent des Congregados au XVIIIe siècle et fait partie du patrimoine national.

## Histoire

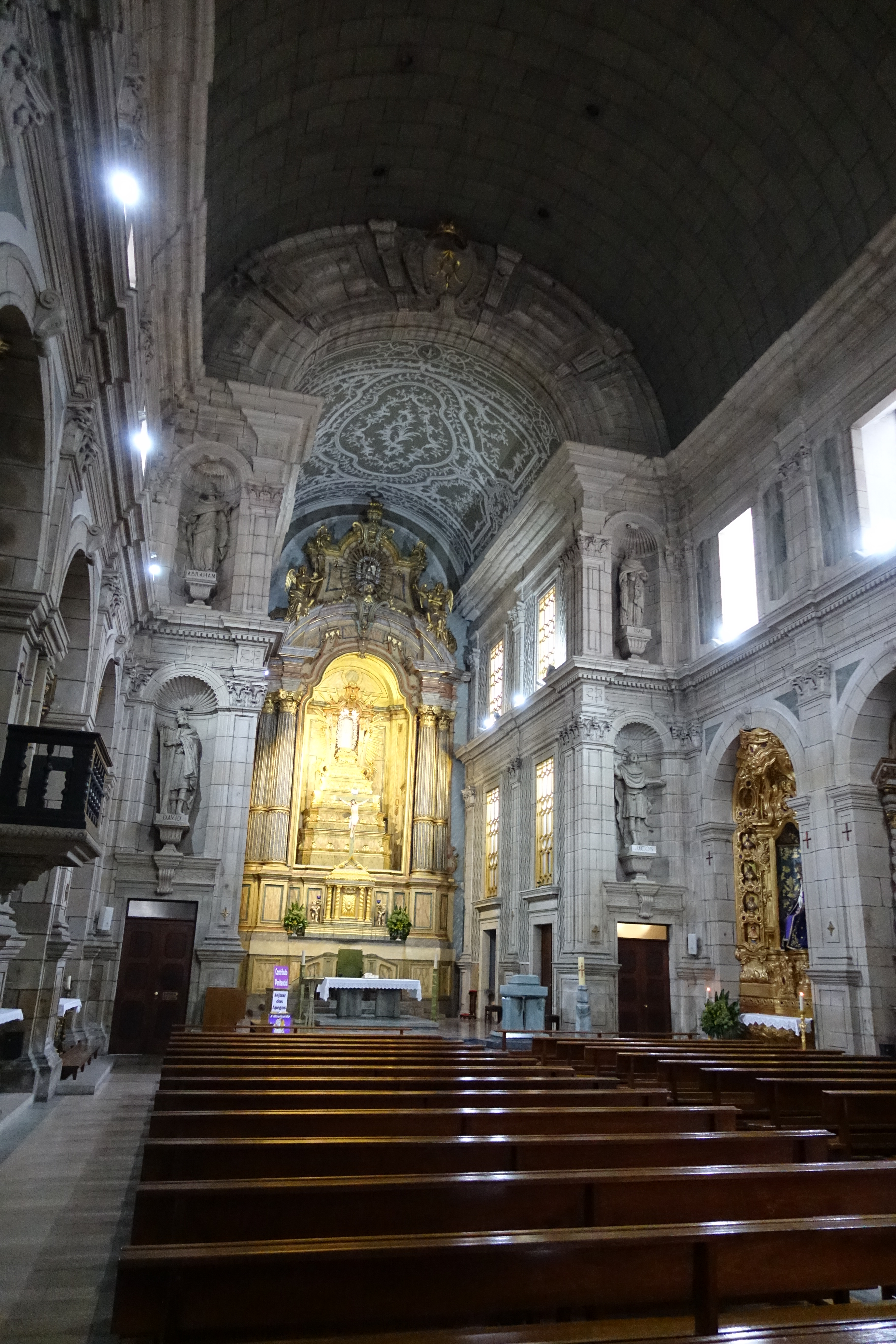
Intérieur de l'église.

L'église est bâtie en 1703 selon les dessins de l'architecte André Soares et consacrée le 27 octobre 1717. Les tours quant à elles sont inspirées de celles de l'église du monastère Saint-Michel de Refojos de Basto et datent du début du XXe siècle, tandis que les statues dans les niches de la façade représentant saint Philippe Néri, fondateur de l'Oratoire, et de saint Martin de Braga, apôtre de la région au VIe siècle, datent de 1964. Elles sont l'œuvre du sculpteur Manuel da Silva Nogueira.
Le 14 juillet 1944, un petit avion piloté par Fernando Sanches Ferreira de Sousa de Malaghães, directeur du cimetière municipal âgé de cinquante ans, percute de son hélice une tourelle et le pilote perd la vie.
Jorge Ferreira da Costa Ortiga, futur archevêque de Braga, en a été le recteur de 1973 à 1981.

## Source de la traduction
- (pt) Cet article est partiellement ou en totalité issu de l’article de Wikipédia en portugais intitulé « Basílica dos Congregados » (voir la liste des auteurs).